# Julia Szeremeta
Julia Atena Szeremeta (* 24. August 2003 in Chełm) ist eine polnische Boxerin im Federgewicht.

## Boxkarriere
Szeremeta gewann Bronze im Fliegengewicht bei der Junioren-Europameisterschaft 2019 in Galați und Bronze im Leichtgewicht bei der Jugend-Europameisterschaft 2020 in Budva. Zudem erreichte sie einen fünften Platz im Bantamgewicht bei der Jugend-Europameisterschaft 2021 in Budva und einen ebenfalls fünften Platz im Federgewicht bei der Jugend-Weltmeisterschaft in Kielce.
2022 wurde sie Polnische Meisterin im Leichtgewicht und gewann 2023 im Federgewicht die U22-Europameisterschaft in Budva. Bei den Europaspielen 2023 in Krakau erreichte sie ebenfalls einen fünften Platz im Federgewicht.
Beim 1. Olympiaqualifikationsturnier in Busto Arsizio siegte sie gegen Ana Milisic aus der Schweiz, Anastasija Molochko aus der Ukraine, Sitora Turdibekowa aus Usbekistan und Alyssa Mendoza aus den USA, womit sie sich für die Olympischen Spiele 2024 in Paris qualifizierte. Bei Olympia erreichte sie mit Siegen gegen Omailyn Alcala aus Venezuela, die Australierin Tina Rahimi, Ashleyann Lozada aus Puerto Rico und die Philippinerin Nesthy Petecio das Finale im Federgewicht, wo sie gegen Lin Yu-ting aus Taiwan unterlag und die olympische Silbermedaille gewann.
Beim von World Boxing veranstalteten Weltcup 2025 in Brasilien erreichte sie nach einer knappen 2:3-Niederlage im Finale gegen die Brasilianerin Jucielen Romeu den zweiten Platz.

## Weiteres
Bei der Wahl zu Polens Sportler des Jahres 2024 erreichte sie den 7. Platz.